# Danh sách nhà văn Bulgaria
 Đây là danh sách các nhà văn đáng chú ý đến từ Bulgaria:
Đây là một danh sách chưa hoàn tất, và có thể sẽ không bao giờ thỏa mãn yêu cầu hoàn tất. Bạn có thể đóng góp bằng cách mở rộng nó bằng các thông tin đáng tin cậy.

## Nhà văn hư cấu và phi hư cấu
- Elena Alexieva
- Emil Andreev
- Boris Aprilov
- Milan Asadurov
- Ivan Bogorov
- Hristo Botev
- Hristo Boychev
- Voydan Chernodrinski
- Chudomir
- Constantine of Kostenets
- Constantine of Preslav
- Presbyter Cosmas
- Lyuben Dilov
- Ilko Dimitrov
- Kristin Dimitrova
- Dimitar Dimov
- Sava Dobroplodni
- Anton Donchev
- Vasil Drumev
- Yordan Eftimov
- Deyan Enev
- Zdravka Evtimova
- John Exarch
- Valentin Fortunov
- Lada Galina
- Mihalaki Georgiev
- Nayden Gerov
- Nikola Gigov
- Georgi Gospodinov
- Andrey Gulyashki
- Nikolay Haytov
- Chernorizets Hrabar
- Nikolai Hristozov
- Kiril Hristov
- Rangel Ignatov
- Kalin Iliev
- Dimitar Inkyov
- Angel Karaliychev
- Georgi Karaslavov
- Hristo Karastoyanov
- Stefan Kisyov
- Aleko Konstantinov
- Ventseslav Konstantinov
- Krastyo Krastev
- Lora Lazar
- Vladimir Lukov
- Georgi Markov
- Agop Melkonyan
- Stoyan Mihaylovski
- Svetoslav Minkov
- Aleksandra Monedzhikova
- Vera Mutafchieva
- Chavdar Mutafov
- Galin Nikiforov
- Paisius of Hilendar
- Viktor Paskov
- Konstantin Pavlov
- Elin Pelin
- Valeri Petrov
- Alek Popov
- Fani Popova-Mutafova
- Naum Preslavski
- Khristo Poshtakov
- Yordan Radichkov
- Radoy Ralin
- Tsoncho Rodev
- Milen Ruskov
- Sevda Sevan
- Ivo Siromahov
- Svetoslav Slavchev
- Sophronius of Vratsa
- Georgi Stamatov
- Albena Stambolova
- Emiliyan Stanev
- Petar Stapov
- Lyudmil Stoyanov
- Anton Strashimirov
- Stanislav Stratiev
- Dimitar Talev
- Georgi Tenev
- Petko Todorov
- Stefan Tsanev
- Pavel Tsvetkov
- Ivan Vazov
- Ilya Velchev
- Konstantin Velichkov
- Emanuil A. Vidinski
- Vladislav the Grammarian
- Angel Wagenstein
- Yana Yazova
- Nedyalko Yordanov
- Stoyan Zagorchinov
- Stoyan Zaimov